# Li Čching-čao
Li Čching-čao (čínsky pchin-jinem Lǐ Qīngzhào, znaky 李清照;19. března 1084, Ťi-nan – 19. května 1155, Šao-sing) byla čínská spisovatelka.
Napsala sedm svazků esejů a šest sbírek poezie, z jejího díla se však dochovaly jen fragmenty. Její poezie byla písňová a o dost osobnější, než bylo v její době obvyklé. Rané básně byly rozmarné a bezstarostné, pozdní jsou pochmurné a melancholické, což souviselo s peripetiemi jejího života – zlomem se stal rok 1127 a útok džürčenské říše Ťin na čínskou říší Sung. Na útěku před nájezdníky zemřel její manžel, básník a vysoký úředník Čao Ming-čcheng, a byla ztracena sbírka starožitností, kterou s manželem léta shromažďovali. Tragédii svého života vylíčila v doslovu ke katalogu svých uměleckých sbírek (Ťin š’ lu), který se rovněž dochoval.